# 제14회 골든 글로브상
제14회 골든 글로브상은 1956년 상영된 영화 중 가장 뛰어난 영화를 수상하기 위해 1957년 2월에 열린 시상식이다. 미국,엠버서더 호텔/코코넛 그로브에서 개최되었다.

## 수상 및 후보

### 세실 B. 데밀 상
- 머빈 르로이 수상

### 작품상-드라마
- 80일간의 세계일주 - 마이클 앤더슨 수상
- 자이언트 - 조지 스티븐스
- 열정의 랩소디 - 빈센트 미넬리
- 레인메이커 - Joseph Anthony
- 전쟁과 평화 - 킹 비더

### 여우주연상-드라마
- 아나스타샤 - 잉그리드 버그만 수상
- 아나스타샤 - 헬렌 헤이즈
- 아기 인형 - 캐럴 베이커
- 레인메이커 - 캐서린 헵번
- 전쟁과 평화 - 오드리 헵번

### 남우주연상-드라마
- 열정의 랩소디 - 커크 더글러스 수상
- 아기 인형 - 칼 말든
- 우정어린 설득 - 게리 쿠퍼
- 레인메이커 - 버트 랭커스터
- 십계 - 찰톤 헤스톤

### 작품상-뮤지컬코미디
- 왕과 나 - 월터 랭 수상
- 버스 정류장 - 조슈아 로간
- 아퍼짓 섹스 - 데이비드 밀러
- 솔리드 골드 캐딜락 - 리처드 콰인
- 티하우스 오브 더 오거스트 문

### 여우주연상-뮤지컬코미디
- 왕과 나 - 데보라 카 수상
- 번들 오브 조이 - 데비 레이놀즈
- 버스 정류장 - 마릴린 먼로
- 솔리드 골드 캐딜락 - 주디 홀리데이
- 티하우스 오브 더 오거스트 문 - 쿄 마치코

### 남우주연상-뮤지컬코미디
- 80일간의 세계일주 - 캔틴플라스 수상
- 코트 제스터 - 대니 케이
- 왕과 나 - 율 브린너
- 티하우스 오브 더 오거스트 문 - 말론 브란도
- 티하우스 오브 더 오거스트 문 - 글렌 포드

### 여우조연상
- 나쁜 종자 - 에일린 헤커트 수상
- 아기 인형 - 밀드레드 더녹
- 나쁜 종자 - 패트리시아 맥코맥
- 우정어린 설득 - 마저리 메인
- 바람에 쓴 편지 - 도로시 말론

### 남우조연상
- 레인메이커 - 얼 홀리먼 수상
- 아기 인형 - 엘리 웰라치
- 열정의 랩소디 - 앤서니 퀸
- 티하우스 오브 더 오거스트 문 - 에디 앨버트
- 전쟁과 평화 - 오스카 호몰카

### 외국어 영화상
- 검은 옷을 입은 소녀 - 마이클 카코야니스 수상
- Rose on the Arm 수상
- 화이트 레인디어 - Erik Blomberg 수상
- Vor Sonnenuntergang - Gottfried Reinhardt 수상
- 전쟁과 평화 - 킹 비더 수상

### 감독상
- 아기 인형 - 엘리아 카잔 수상
- 80일간의 세계일주 - 마이클 앤더슨
- 자이언트 - 조지 스티븐스
- 열정의 랩소디 - 빈센트 미넬리
- 전쟁과 평화 - 킹 비더